# 발라사-새뮤얼슨 효과
발라사-새뮤얼슨 효과(Balassa-Samuelson effect)는 후진국보다 선진국에서 체계적으로 소비자 물가가 더 높아지는 경향이다. 소비자 가격의 체계적 차이에 대한 이러한 관찰을 "펜 효과"라고 한다. 발라사-새뮤얼슨 가설은 이것이 무역 상품 부문에서 선진국과 후진국 사이의 더 큰 생산성 차이로 설명될 수 있으며, 이는 다시 비교역 상품 부문의 임금과 가격에 영향을 미친다는 명제이다.
벨라 발라사와 폴 새뮤얼슨은 1960년대 초 펜 효과의 인과 메커니즘을 독립적으로 제안했다.

## 같이 보기
- 자유 무역, 경제적 불평등, 1인당 국민소득
- 수리경제학, 계량경제학